# Famille Grifeo di Partanna
 (juillet 2024).
Si vous disposez d'ouvrages ou d'articles de référence ou si vous connaissez des sites web de qualité traitant du thème abordé ici, merci de compléter l'article en donnant les références utiles à sa vérifiabilité et en les liant à la section « Notes et références ».
La famille Grifeo di Partanna  est une ancienne famille de la noblesse sicilienne, le chef est titré Principe di Partanna

## Histoire
Le fief d'origine se situe dans la province de Trapani, à Partanna.
Cette famille d'origine byzantine est issue d'un certain Jean Ier Grifeo (en italien : Giovanni I Grifeo ), lui-même issu, selon la tradition familiale, de Nicéphore Phocas, empereur byzantin de 963 à 969. Jean Grifeo s'illustra pour avoir sauvé la vie du 1er comte normand de Sicile, Roger de Hauteville, lors d'un affrontement avec les musulmans de l'île. Il fut récompensé en obtenant des terres autour de la cité de Partanna, devenue baronnie en 1092.
La famille a survécu à la chute du royaume siculo-normand (1194).

## Pour approfondir